# Nepiesta hungarica
Nepiesta hungarica là một loài tò vò trong họ Ichneumonidae.